# عيسى موديبو سيديبي
عيسى موديبو سيديبي (بالفرنسية: Issa Modibo Sidibé)‏ هو لاعب كرة قدم نيجري في مركز الهجوم، ولد في 3 يونيو 1992 في أرليت في النيجر. شارك مع منتخب النيجر لكرة القدم. أما مع النوادي، فقد لعب مع جمعية وهران ونادي آلاي ونادي جومو كوزموز وهافيا كوناكري.

## وصلات خارجية
- عيسى موديبو سيديبي على موقع قاعدة بيانات كرة القدم.إي يو (الإنجليزية)
- عيسى موديبو سيديبي على موقع ناشيونال فوتبول تيمز (الإنجليزية)
- عيسى موديبو سيديبي على موقع Soccerway.com (الإنجليزية)